# Девоатин D.21
Девоатин D.21 (фр. Dewoitine D.21) је француски ловачки авион. Први лет авиона је извршен 1925. године. 

Највећа брзина у хоризонталном лету је износила 270 km/h. Размах крила је био 12,80 метара а дужина 7,64 метара. Маса празног авиона је износила 1090 килограма а нормална полетна маса 1580 килограма. Био је наоружан са 2 митраљеза Викерс калибра 7,7 мм у трупу и 2 Дарне калибра 7,5 мм у крилима.

## Наоружање
| Наоружање авиона: Девоатин     |                    |
| Ватрено (стрељачко) наоружање  |                    |
| Топ                            |                    |
| Митраљез                       |                    |
| Број и ознака митраљеза        | 2 Викерс и 2 Дарне |
| Калибар                        | 7,7 и 7,5          |
| Бомбардерско наоружање (бомбе) |                    |
| Ракетно наоружање (ракете)     |                    |